# Helina rufitibia
Helina rufitibia este o specie de muște din genul Helina, familia Muscidae. A fost descrisă pentru prima dată de Stein în anul 1898. Conform Catalogue of Life specia Helina rufitibia nu are subspecii cunoscute.